# Ayaka Miyoshi
Ayaka Miyoshi (en japonés: 三吉彩花, Miyoshi Ayaka; Kawagoe, Saitama, 18 de junio de 1996) es una actriz, modelo y cantante japonesa. Está representada por la agencia de talentos Amuse, Inc., y de 2010 a 2012 fue miembro de Sakura Gakuin.

## Discografía

### Álbumes
| Año  | Título                            | Nota                     |
| ---- | --------------------------------- | ------------------------ |
| 2011 | Sakura Gakuin 2010 Nendo: Message | junto con Sakura Gakuin; |
| 2012 | Sakura Gakuin 2011 Nendo: Friends | junto con Sakura Gakuin  |

## Filmografía

### Cine
| Año  | Título                               | Director          | Papel                | Nota         |
| ---- | ------------------------------------ | ----------------- | -------------------- | ------------ |
| 2009 | Onnanoko monogatari                  | Toshiyuki Morioka | Kii                  |              |
| 2010 | Stringendo                           | Delsin Beeftink   | Amigo de Stiletto #2 |              |
| 2010 | Kokuhaku                             | Tetsuya Nakashima | Ayaka Tsuchida       | [ 4 ]        |
| 2012 | Gummô ebian!                         | Toru Yamamoto     | Hatsuki Hirose       |              |
| 2013 | Tabidachi no shima uta: Jûgo no haru | Yasuhiro Yoshida  | Yuna Nakazato        |              |
| 2016 | One Piece Film: Gold                 | Hiroaki Miyamoto  | Bit (voz)            | [ 5 ]        |
| 2018 | Inuyashiki                           | Shinsuke Sato     | Mari Inuyashiki      | [ 6 ]        |
| 2019 | Dansu wizu mî                        | Shinobu Yaguchi   | Shizuka Suzuki       | [ 7 ]        |
| 2019 | Jay Chou Ft. Ashin: Won't Cry        | Muh Chen          | Mujer                | Cortometraje |
| 2019 | Inunaki mura                         | Takashi Shimizu   | Kanata Morita        | [ 8 ]        |
| 2020 | Daughters                            | Hajime Tsuda      | Koharu Tsutsumi      |              |
| 2020 | Junihitoe wo Kita Akuma              | Hitomi Kuroki     | Nyogo Kokiden        | [ 9 ]        |
| 2023 | Knuckle Girl                         | Hong-Seung Yoon   | Ran Tachibana        |              |
| 2024 | Sensei no Shiroi Uso                 | Kôichirô Miki     | Minako Fuchino       |              |
| 2024 | Honshin                              | Yûya Ishii        | Ayaka Miyoshi        |              |

### Televisión
| Año       | Título                                             | Papel              | Nota                   |
| --------- | -------------------------------------------------- | ------------------ | ---------------------- |
| 2007      | Otoko no Kosodate                                  | Senri Harada       | Serie; 8 episodios     |
| 2010      | Atami no Sōsakan                                   | Mai Shinonome      | Serie; 3 episodios     |
| 2011      | Taisetsu na Koto wa Subete Kimi ga Oshiete Kureta  | Mio Yoshimura      | Serie; 1 episodio      |
| 2011      | Kōkōsei Restaurant                                 | Manami Kawase      | Serie; 9 episodios     |
| 2012      | Risô no musuko                                     | Sayaka Tamba       | Serie; 8 episodios     |
| 2012      | Higashino Keigo Mysteries                          | Miyoko Kasai       | Miniserie; 1 episodio  |
| 2012      | Kekkon Shinai                                      | Mai Sakura         | Miniserie; 11 episodio |
| 2014      | Lost Days                                          | Satsuki Tachibana  | Miniserie; 10 episodio |
| 2014      | GTO: Great Teacher Onizuka                         | Meiri Miyaji       | Serie; 11 episodios    |
| 2015      | Angel Heart                                        | Xiang-Ying         | Miniserie; 9 episodio  |
| 2016      | Hikôkigumo                                         |                    | Película de TV         |
| 2017      | Shikaku Tantei Higurashi Tabito                    |                    | Miniserie; 1 episodio  |
| 2017      | Bakumatsu Gourmet Bushimeshi!                      | Esposa de Banshiro | Serie; 14 episodios    |
| 2020      | Oretachi wa abunakunai - kûruni saboru keiji-tachi | Yoshie Uwasa       | Serie; 8 episodios     |
| 2021      | Ojing-eo geim                                      | Ran Tachibana      | Serie; 1 episodio      |
| 2021      | Kotodama-sô                                        | Sayaka Agi         | Serie; 3 episodios     |
| 2020-2021 | Liao bu qi de nü hai                               |                    | Serie; 35 episodios    |
| 2020-2022 | Alice in Borderland                                | Ann Rizuna         | Serie; 10 episodios    |

### Videos musicales
| Año  | Canción      | Artista        | Nota |
| ---- | ------------ | -------------- | ---- |
| 2007 | «Shizuku»    | Kagrra         |      |
| 2016 | «DEPARTURES» | Globe          |      |
| 2019 | «Won't Cry»  | Jay Chou/Ashin |      |

## Premios
| Año  | Premio                       | Categoría               | Nominada por | Resultado |
| ---- | ---------------------------- | ----------------------- | ------------ | --------- |
| 2013 | Premios de cine de Mainichi  | Mejor actriz revelación | Gummô ebian! | Ganadora  |
| 2014 | Festival de Cine de Yokohama | Mejor actriz de reparto | Gummô ebian! | Ganadora  |